# Hypoxis kilimanjarica
Hypoxis kilimanjarica är en enhjärtbladig växtart som beskrevs av John Gilbert Baker. Hypoxis kilimanjarica ingår i släktet Hypoxis och familjen Hypoxidaceae.

## Underarter
Arten delas in i följande underarter:
- H. k. kilimanjarica
- H. k. prostrata